# Reyes del crimen (Serie de televisión)
Reyes del crimen (Kingpin) es una miniserie de televisión estadounidense para History en 2018, basada en la historia de cuatro hombres que llegaron a ser reconocidos mundialmente tras convertirse en los jefes de distintas mafias, Joaquín Guzmán Loera, Pablo Escobar, John Gotti y Whitey Bulger.
Contó con entrevistas reales que conocieron de cerca los hechos, esta protagonizada por Ricardo Niño, Christian Ballesteros, Joseph Covino y Sean Michael Nugent. La serie abarca un periodo aproximadamente de 40 años desde los años 1970s hasta los años 2010s.

## Sinopsis
La trayectoria de algunos de los nombres más conocidos en el mundo del crimen, y una mirada sobre cómo comenzaron como matones desconocidos y luego se transformaron en unos renombrados reyes del crimen. También se menciona el violento ascenso al poder de cada uno de ellos, como mediante la violencia y la intimidación lograron ascender hasta las cimas del mundo criminal. Cuatro hombres de distintas partes del mundo cambiaron la historia para siempre:
- Joaquín Guzmán Loera - Máximo líder del Cártel de Sinaloa
- Pablo Escobar - Máximo líder del Cartel de Medellín
- John Gotti -  Máximo líder de la Familia criminal Gambino
- Whitey Bulger - Máximo líder de la Organización Winter Hill Gang

## Reparto
- Ricardo Niño es Joaquín Guzmán Loera
- Marco Gómez es Amado Carrillo Fuentes
- Leo Fernández es Benjamín Arellano Félix
- Edgar Durán es Ramón Arellano Félix
- Harold Córdoba es Miguel Ángel Félix Gallardo
- Christian Ballesteros es Pablo Escobar
- Julián Mora es Carlos Lehder
- Orlando Lamboglia es Jorge Luis Ochoa
- Alejandro Gutiérrez es Fabio Restrepo Ochoa
- Joseph Covino es John Gotti
- Ralph Bracco es Neil Dellacroce
- Paul Tully es Roy DeMeo
- Dom DiMercurio es Frank DeCicco
- Gene DiNapoli es Angelo Ruggiero
- Craig Thomas Rivela es Sammy Gravano
- Dennis Matos es Tommy Bilotti
- Joseph Leone es Paul Castellano
- Sean Michael Nugent es Whitey Bulger
- Joe Giorgio es Stephen Flemmi
- Bill Nally es Paul McGonagle
- Scott Reeves es John Connolly
- Dan Brennan es Donald Killeen
- Eric Whitten es Thomas King

- Datos: Q109316193